# Polyptyque du Saint-Sacrement
Le Polyptyque du Saint-Sacrement est un polyptyque du peintre flamand Dirk Bouts qui est actuellement accroché à la collégiale Saint-Pierre de Louvain. La Cène est le thème du panneau central du retable. Il s'agit d'une commande de la Confrérie du Saint-Sacrement de Louvain, réalisée en 1464 et 1468.

## Contexte
Dirk Bouts était originaire de Haarlem, mais a ensuite déménagé à Louvain. Bouts n'était pas le seul artiste à voyager entre Haarlem et Louvain. Pendant qu'il travaillait sur ce triptyque, l'église Saint-Pierre était encore en construction et l'architecte Antoine I Keldermans (nl) était le même homme engagé par la paroisse de Haarlem.

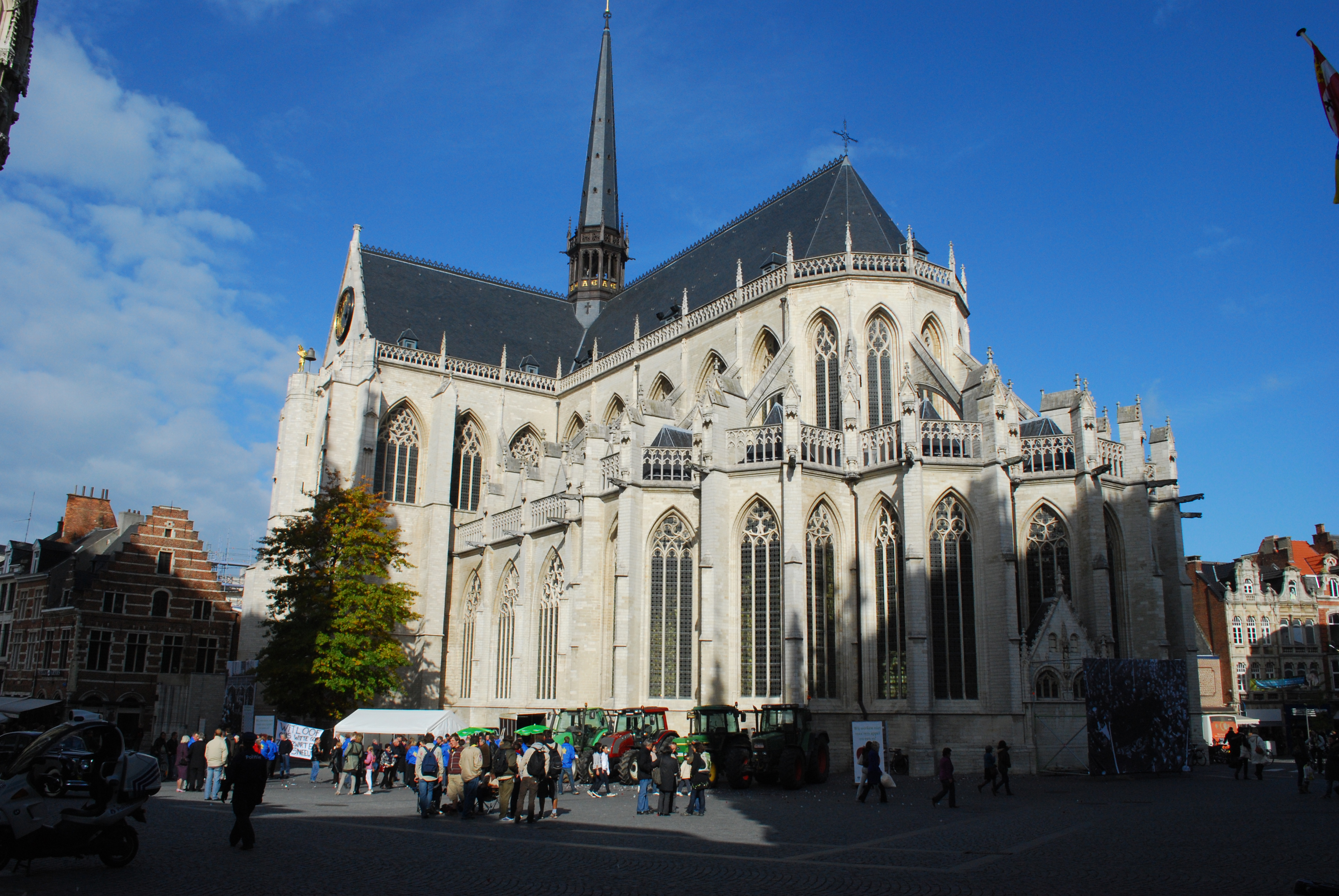
La collégiale Saint-Pierre de Louvain, vue du sud-ouest
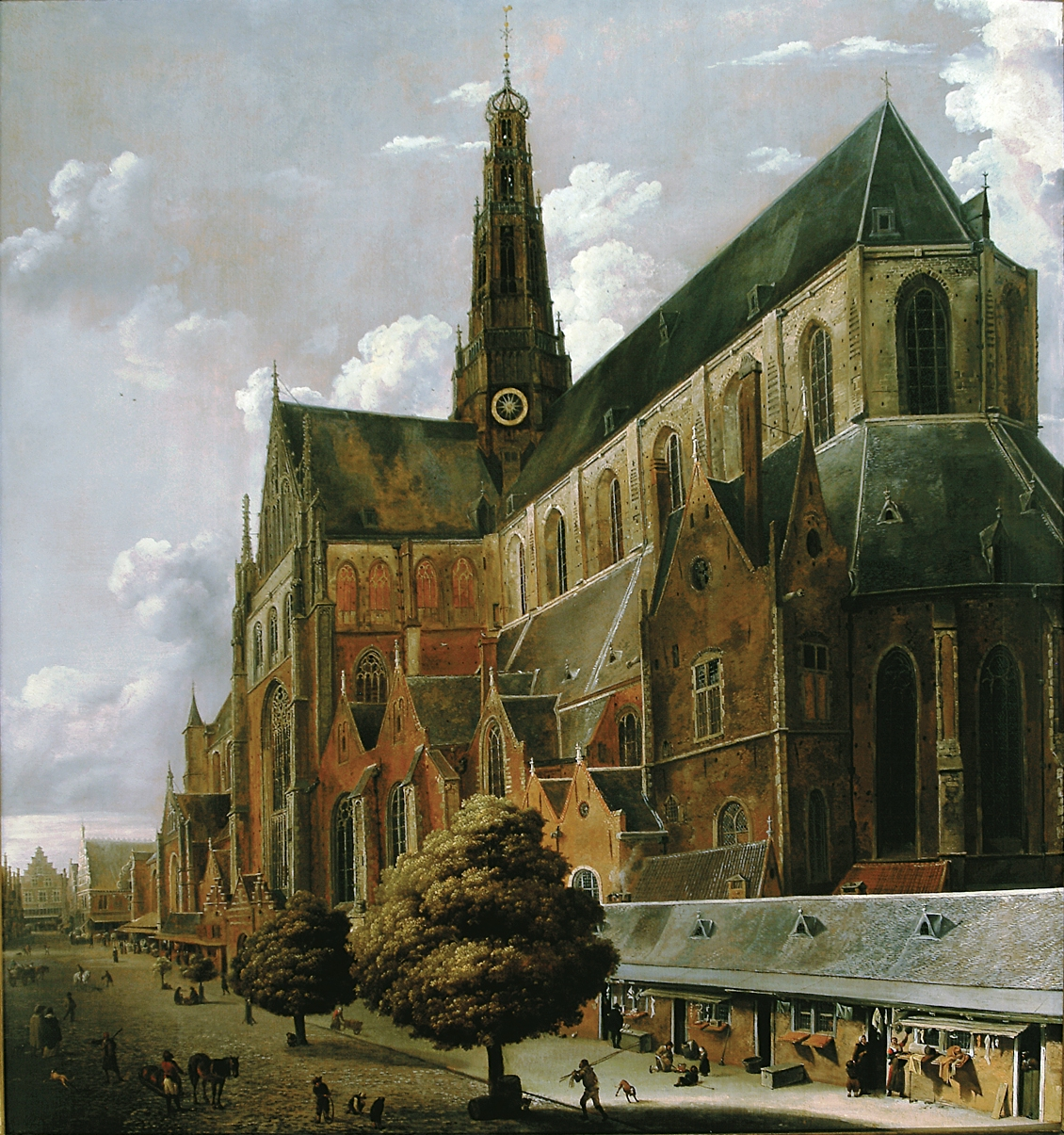
L'église Saint-Bavon de Haarlem, vue du sud-ouest

## Historique
Le tableau a été commandé par la Confrérie du Saint-Sacrement de Louvain à Dirk Bouts le 15 mars 1465. Le contrat, dont un fac-similé a été conservé, décrit en détail ce qui sera représenté sur le panneau. Pour réaliser le triptyque, Bouts a été assisté de deux théologiens de l'Université de Louvain.
L'œuvre a été documentée par l'archiviste de Louvain Édouard van Even en 1870 et prêtée à son ami William Henry James Weale (en) pour son exposition de 1902 sur les primitifs flamands à Bruges.
Pendant la Première Guerre mondiale, les deux panneaux latéraux ont été volés par les occupants allemands et emmenés en Allemagne. Le panneau central serait resté à Louvain. Les deux panneaux ont été retrouvés après la guerre dans les musées de Berlin et de Munich. En application du traité de Versailles, les ouvrages sont récupérés en 1919 en réparation des dommages de guerre causés par l'Allemagne.
Les nazis ont saisi La Cène en 1942.
Le chœur et le déambulatoire ont été transformés en musée en 1998, où les visiteurs peuvent voir une collection de sculptures, de peintures et de ferronnerie. L'église expose deux tableaux de Bouts, La Cène (1464-1468) et Le Martyre de saint Érasme (en) (1465).
Depuis 2020, la collégiale Saint-Pierre dispose d'un nouveau cadre muséal et le tableau a retrouvé sa place d'origine,.

## Sujet
La Cène est le sujet du panneau central du polyptyque. Il s'agit du premier panneau flamand représentant ce sujet, où Bouts introduit l'idée d'un portrait de groupe autour d'une table. Ce sujet est par contre déjà connu à Haarlem, ville natale du peintre.

## Description
En raison du sublime programme iconographique, de la forme inédite des ailes latérales avec l'une des premières utilisations de deux panneaux sur l'aile latérale, et de la forte individualisation de la figure, l'autel eucharistique est l'opus maius dans l'œuvre de Dirk Bouts. En termes de couleur, l'artiste présente une large gamme de couleurs, mais il utilise le plus souvent des tons rouges, beiges, bruns et noirs, souvent juxtaposés de manière contrastée les uns à côté des autres. Le souci du détail caractéristique de la peinture néerlandaise culmine dans la scène de l'Eucharistie, dans le sol décoratif de la pièce, qui, comme la disposition de la table, du plafond et d'autres éléments architecturaux, révèle une bonne connaissance des principes de la perspective convergente et perspective linéaire.

### Panneau central

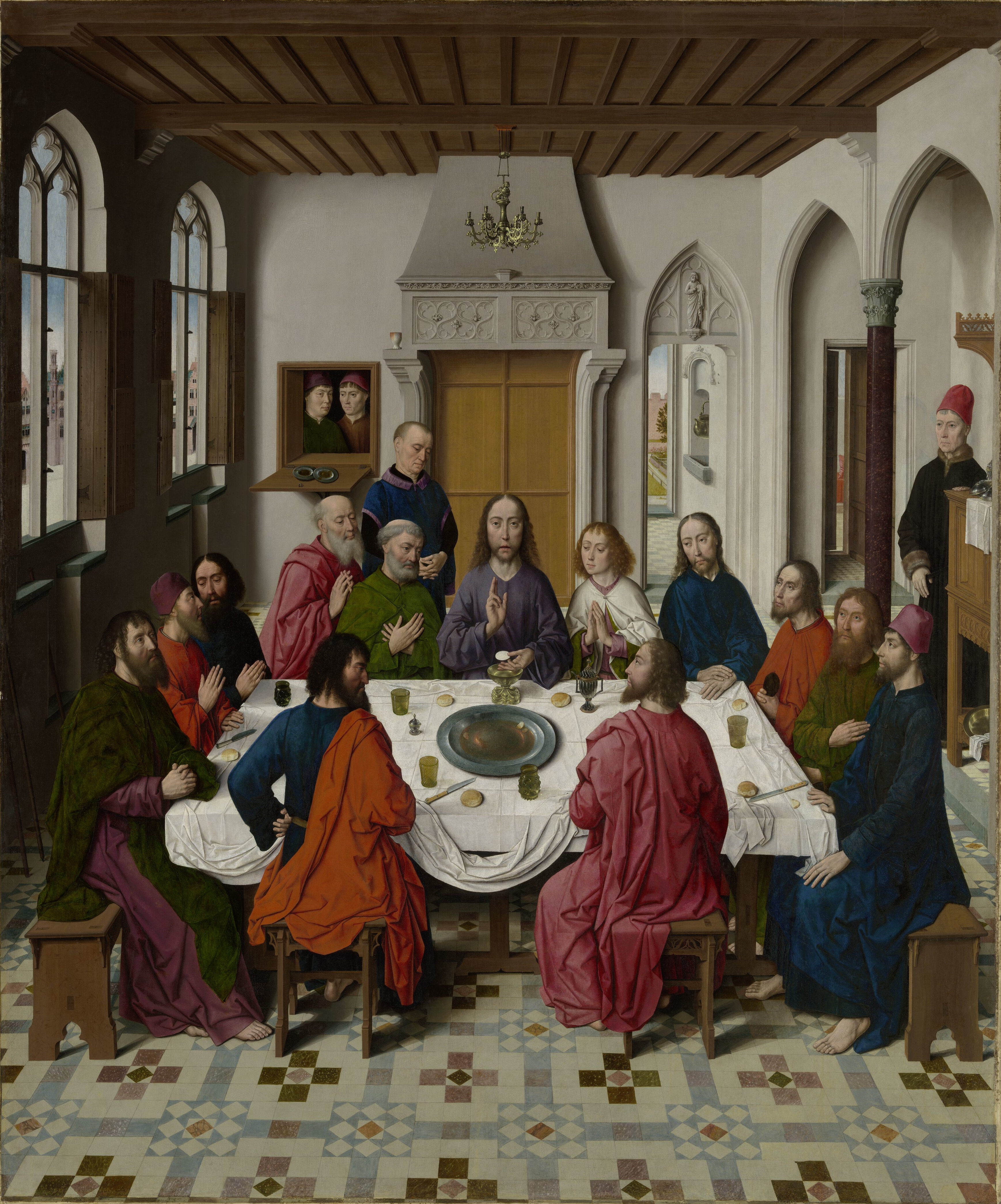
Panneau central

Le panneau central, construit en perspective centrale, montre Jésus avec les disciples lors de la dernière Cène.

#### Perspective
Si les chercheurs ont établi qu'il s'agit de la première peinture sur panneau flamande à représenter La Cène, il faut également souligner que l'œuvre de Bouts est la deuxième, chronologiquement (après la Madone et l'Enfant intronisés avec saint Jérôme et saint François (d) au musée Städel de Francfort, 1457 de Petrus Christus), à montrer la perspective linéaire italienne.
Toutes les fuyantes de cette composition témoignent en effet d'une compréhension de la perspective linéaire. Les lignes mènent à un seul point de fuite au centre de la cheminée au-dessus de la tête du Christ, et bien qu'à l'extérieur de la pièce la petite pièce latérale ait son propre point de fuite, et ni elle ni le point de fuite de la pièce principale ne tombe à l'horizon du paysage vu à travers les fenêtres.

#### Décor
La scène se déroule dans une maison bourgeoise typique du XVe siècle, ce qui donne à la présence du Sauveur et de ses disciples une connotation pleinement humaine. Dans cette grande salle lumineuse, l'élément dominant est une grande table à laquelle Jésus et ses apôtres sont assis. Des morceaux de pain et des plats remplis de vin reposent sur un grand plateau recouvert d'une nappe blanche.
La salle, couverte d'un plafond en bois, a un caractère gothique, confirmé par des fenêtres ogivales à entrelacs, des arcades et un portail avec une statue de Moïse sur son tympan.
La principale contribution de Bouts à la peinture flamande a été son introduction de détails de la vie quotidienne, tels que les maisons de l'autre côté de la Grand-Place (nl) que l'on peut voir à travers les fenêtres en arc brisé, et les serviteurs vêtus de vêtements modernes.
Sur le côté droit, un couloir mène au jardin par le portail.

#### Jésus

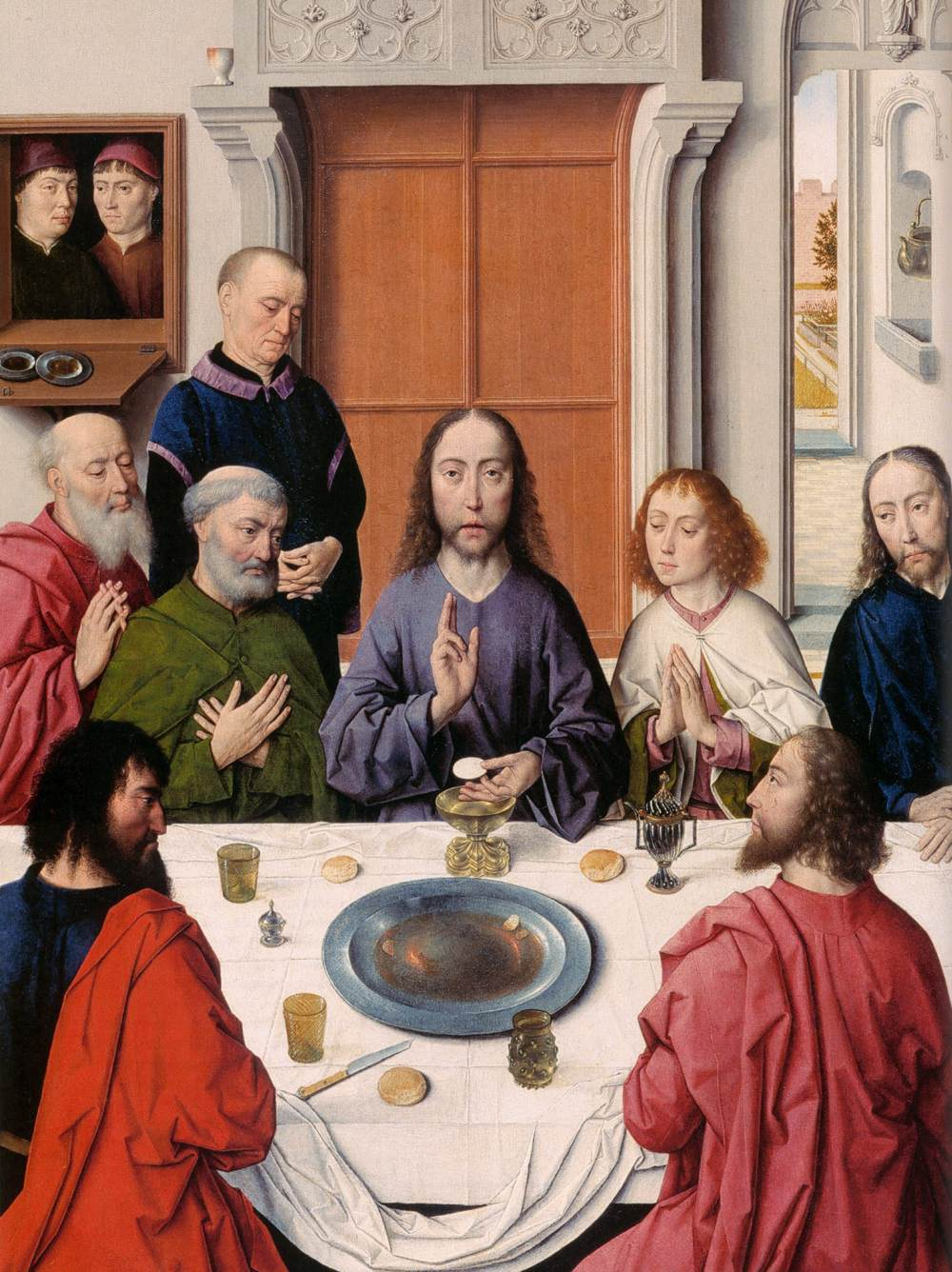
Détail du panneau central

Le Christ est représenté plus grand que nature dans le rôle d'un prêtre effectuant la consécration des hosties pour l'eucharistie de la messe catholique, en prononçant les mots :  « Faites ceci en mémoire de moi ». Situé au centre même de la scène, il lève une hostie symbolisant le pain au-dessus d'un calice décoratif rempli de vin.
Le Christ est montré de face : son visage allongé, tourné directement vers le spectateur, rappelle les représentations sur le voile de Véronique.
La main de Jésus se trouve au centre de la composition, alors qu'il bénit le pain (geste de bénédiction du Salvator Mundi) : c'est le moment le plus important de l'événement. La main bénissante, l'hostie, le visage de Jésus, le bol vide, le motif en croix de la porte et le lustre sont tous sur un axe vertical de symétrie.

#### Les apôtres
Judas est reconnaissable à ses cheveux noirs à l'avant gauche. Il brise le caractère serein de l'œuvre. Son visage sinistre montre des traits brutaux et il pose sa main gauche sur sa corde avec défi. Hormis Judas qui tend ostensiblement la main vers l'arrière, les apôtres sont émus par ce que Jésus fait devant eux.

#### Les autres personnages
Afin d'approfondir l'atmosphère de la vie bourgeoise, l'artiste fait monter sur scène plusieurs personnages contemporains. Deux hommes, l'un debout derrière le Christ et l'autre à droite de l'autel, sont identifiés comme étant des membres la Confrérie du Saint-Sacrement. Il en va de même pour les deux hommes suivants qui regardent derrière la fenêtre de la cuisine, à côté de laquelle se trouvent deux plateaux sur le comptoir. Tous sont une sorte de lien entre l'événement biblique et l'époque d'où provient cette œuvre, ils sont interprétés comme des serviteurs et des enfants de chœur aidant à la liturgie de l'église.
Bien qu'autrefois identifiés comme étant l'artiste lui-même et ses deux fils, ces serviteurs sont probablement davantage des portraits des membres de la confrérie responsables de la commande du retable.

#### Symbolique
L'œuvre contient de nombreuses connexions typologiques. La crucifixion de Jésus est déjà symboliquement présente : la colonne de marbre rouge fait référence à la colonne de flagellation et de souffrance, le pli de la nappe fait référence au linceul. L'image de Moïse au-dessus de la porte fait référence à l'Ancienne Loi tandis que le sacrifice de Jésus établira une Nouvelle Loi.
Un autre détail est un plat en étain avec une sauce brune au centre, qui fait référence à l'agneau qui vient d'être mangé.

### Panneaux latéraux
Les panneaux latéraux racontent quatre histoires liées au « pain » et à « l'offrande » de l'Ancien Testament. Parce qu'ils avaient été emportés dans les musées de Berlin et de Munich, la reconstruction du retable d'origine a été difficile,. Aujourd'hui, on pense que le panneau avec Abraham et Melchisédech doit se trouver au-dessus de la fête de la Pâque sur l'aile gauche, tandis que la récolte de la manne doit aller au-dessus d'Élie et de l'ange sur l'aile droite. Tous ces éléments sont des précurseurs typologiques de la Cène du panneau central.

#### Offrande du pain et du vin à Abraham par Melchisédech (Genèse 14:18-20)
Melchisédech, « roi de Salem et prêtre de Dieu », offre le pain et le vin à Abraham après sa victoire sur Kedorlaomer. L'armée de Melchisédech attend le commandement d'Abraham, se tenant au fond de la longue vallée sinueuse menant à la ville vallonnée visible sur le côté gauche de la composition. Le pain et le vin sont une référence à l'Eucharistie, tandis que Melchisédech, en prêtre, est une préfiguration du Sauveur.

#### Offrande de l'agneau de la Pâque lors de la sortie d'Égypte (Exode 12: 1-28)
Yahvé ordonne aux Juifs, libérés de l'hégémonie égyptienne, de tuer un agneau, de le rôtir et de le manger avec du pain sans levain avant de continuer leur voyage. La table et le plateau avec l'agneau rôti dessus, le pain et le vin, et d'autres ustensiles ont des analogies conscientes avec le panneau central.

#### Récolte de la manne pendant le voyage à travers le désert (Exode 16: 2-36)
En route vers la Terre Promise, les Israélites, traversant le désert, mangèrent la manne, qu'il fallait ramasser avant le lever du soleil. Dans ce tableau, le fond biblique est créé par un paysage désertique montagneux s'étendant sur un vaste espace. Dans le ciel annonçant l'aurore, Yahweh, le protecteur de son peuple, était représenté entre les nuages.

#### Envoi d'un ange à Élie avec du pain et de l'eau dans le désert après qu'il a tué les prêtres du démonBaal(Rois 1, 19:1-8)
Le paysage désertique est également la toile de fond de la scène d'Élie et de l'ange. Le pain et la coupe remplie d'eau posés à côté du prophète endormi sont une allusion à l'Eucharistie. Un ange en lévitation vêtu de robes blanches et aérées réveille Élie pour qu'il mange la nourriture qu'il lui a apportée. Le désert dans les deux tableaux n'est en aucun cas une friche morte. Des plantes isolées, des arbres et des collines boisées en arrière-plan suggèrent le but du chemin des Israélites, qui est déjà proche.

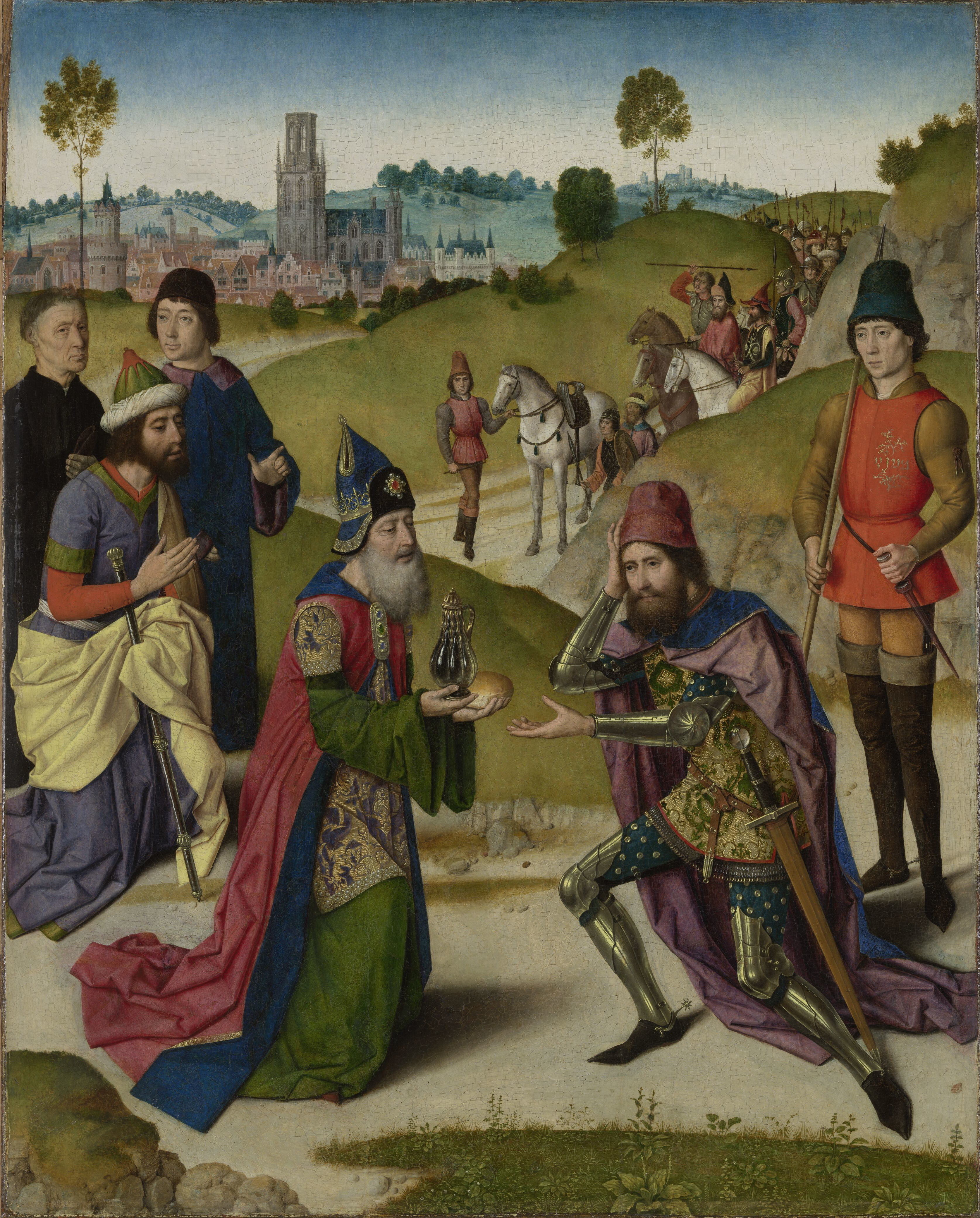
Panneau supérieur gauche : Rencontre entre Abraham et Melchisédech
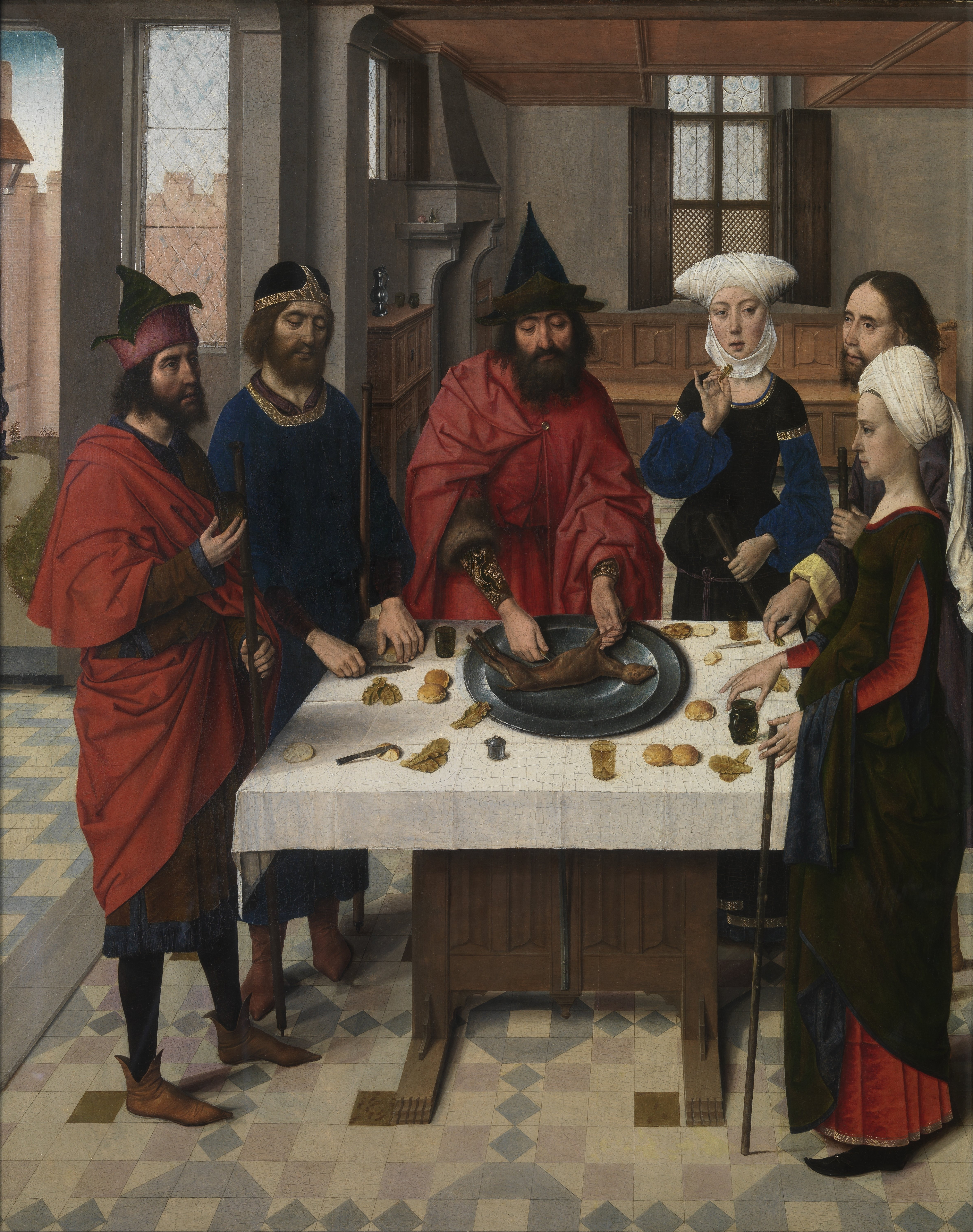
Panneau inférieur gauche : Le Repas de Pâques
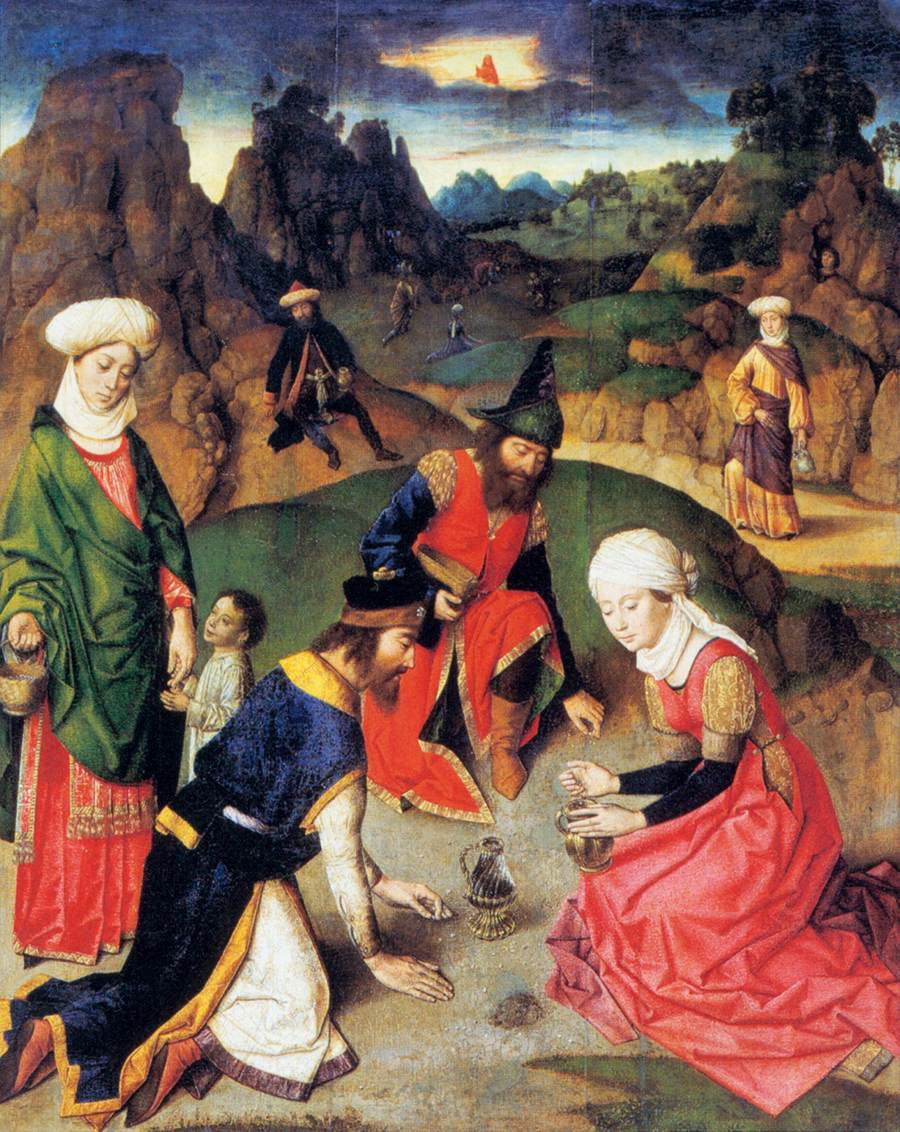
Panneau supérieur droit : La Récolte de la Manne
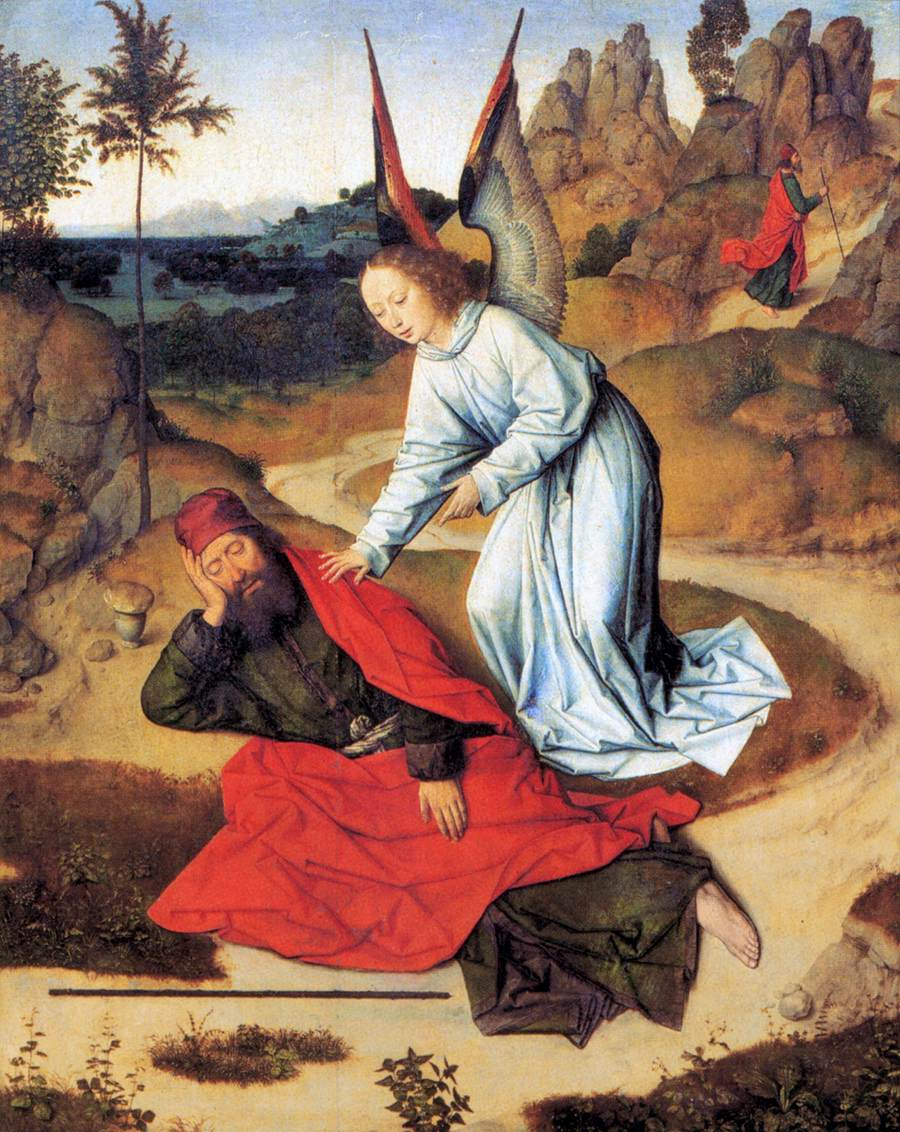
Panneau inférieur droit : Le Prophète Élie dans le désert

## Copie
Le tableau a été copié par Aelbrecht Bouts, qui a ignoré les éléments architecturaux à travers les fenêtres, car à cette époque, l'église et la place de la ville avaient changé.

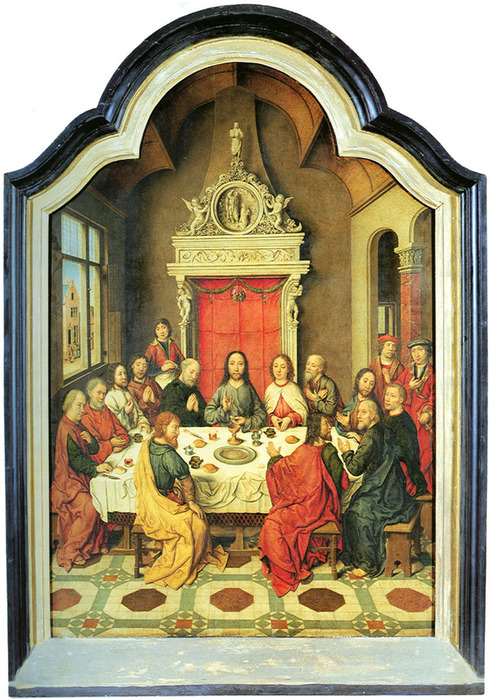
La Dernière Cène, par Albert Bouts